# Buick Sport Wagon
Buick Sport Wagon – samochód osobowy klasy luksusowej produkowany pod amerykańską marką Buick w latach 1964 − 1972.

## Pierwsza generacja

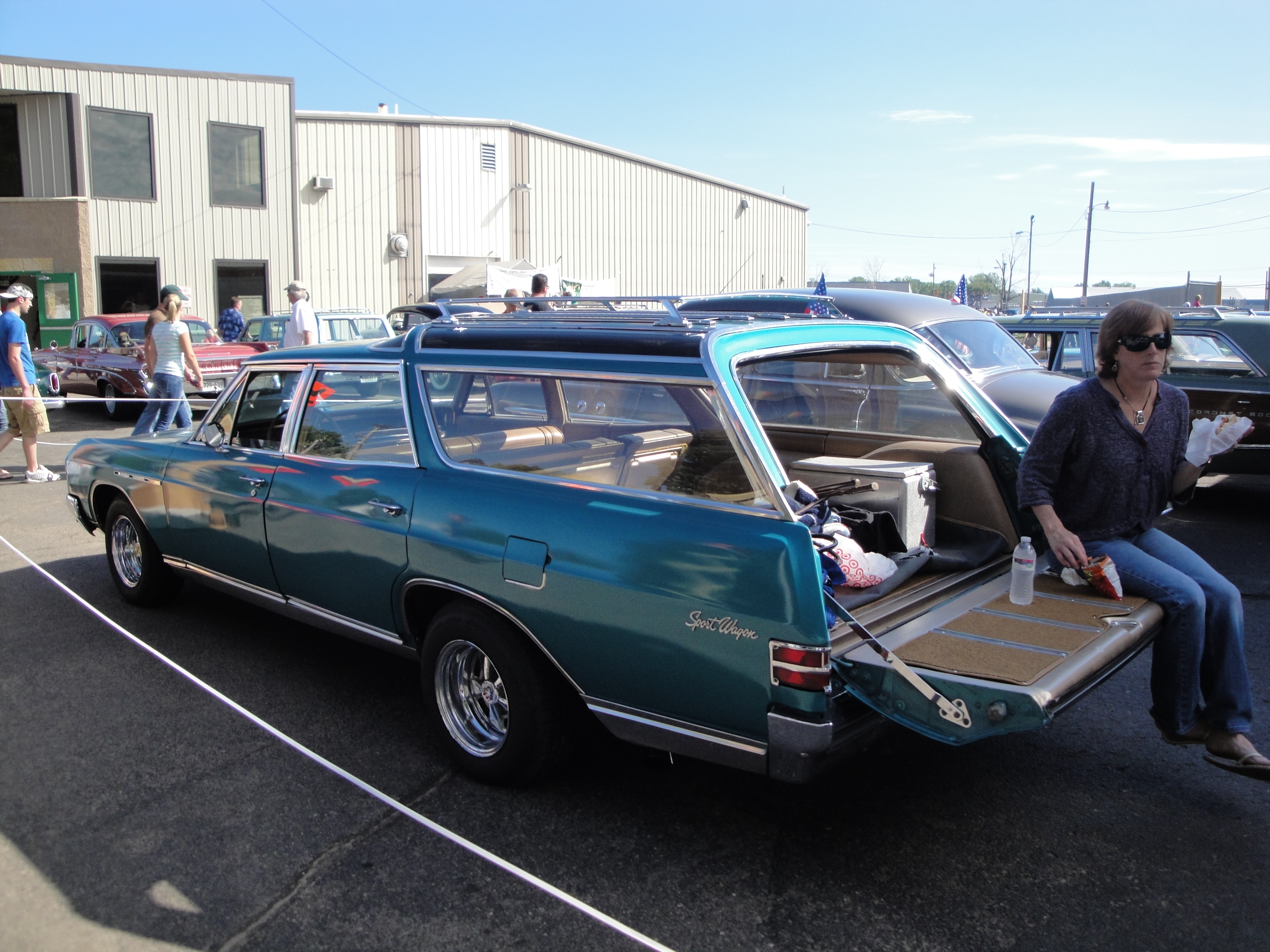
Buick Sport Wagon I - tył

Buick Sport Wagon I został zaprezentowany po raz pierwszy w 1964 roku.
W 1964 roku Buick poszerzył swoją ofertę o pełnowymiarowe kombi zbudowane na platformie A-body koncernu General Motors. Samochód uzupełnił ofertę jako bliźniacza konstrukcja w stosunku do modelu Oldsmobile Vista Cruiser. Sport Wagon wyróżniał się inną stylistyką zarówno przedniej, jak i tylnej części nadwozia. Pas przedni zdobiła duża, chromowana atrapa chłodnicy.

### Silniki
- V8 5.4l Rocket

## Druga generacja

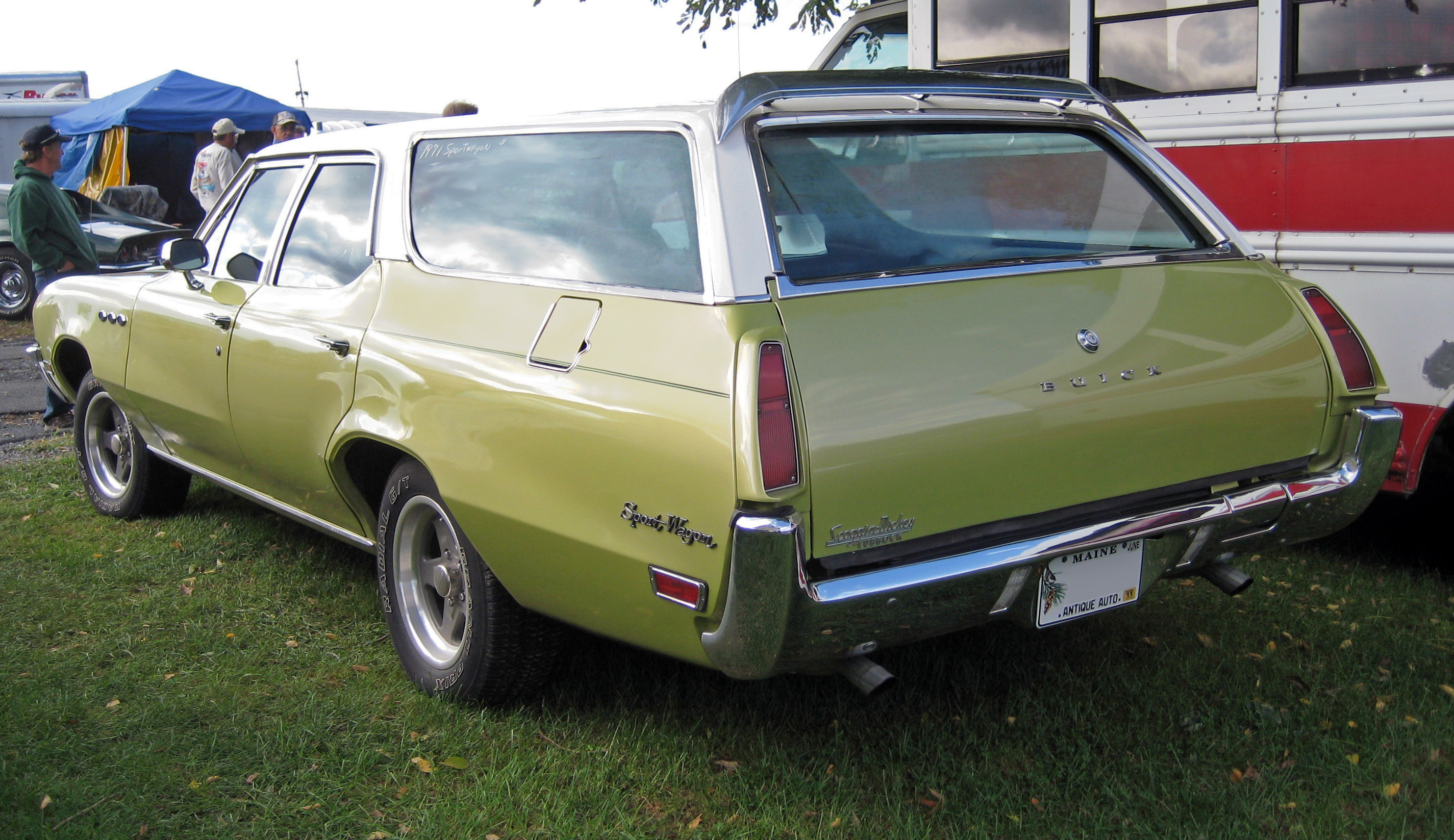
Buick Sport Wagon II - tył

Buick Sport Wagon II został zaprezentowany po raz pierwszy w 1968 roku.
Druga generacja Buicka Sport Wagon ponownie została zbudowana w ramach koncernu General Motors wspólnie z Oldsmobile, powstając według gruntownie odświeżonej koncepcji. Pod kątem wizualnych modyfikacji, zmieniono wygląd pasa przedniego i zmodyfikowano warianty wyposażenia. Pojawiła się też wyraźnie zarysowana część bagażowa z wyżej poprowadzoną linią dachu. Produkcję zakończono w 1972 roku bez przedstawienia następcy.

### Silniki
- V8 5.7l Rocket
- V8 6.6l Rocket
- V8 7.5l Rocket